# 长柄棘豆
长柄棘豆（学名：[Oxytropis podoloba] 错误：{{Lang}}：文本有斜体标记（帮助））为豆科棘豆属下的一个种。